# (10728) Vladimirfock
(10728) Vladimirfock – planetoida z grupy pasa głównego asteroid okrążająca Słońce w ciągu 3 lat i 40 dni w średniej odległości 2,13 j.a. Została odkryta 4 września 1987 roku w Krymskim Obserwatorium Astrofizycznym w Naucznym na Krymie przez Ludmiłę Żurawlową. Nazwa planetoidy pochodzi od Władimira Aleksandrowicza Foka (1898-1974), rosyjskiego fizyka. Przed nadaniem nazwy planetoida nosiła oznaczenie tymczasowe (10728) 1987 RT5.